# Vaccí recombinant

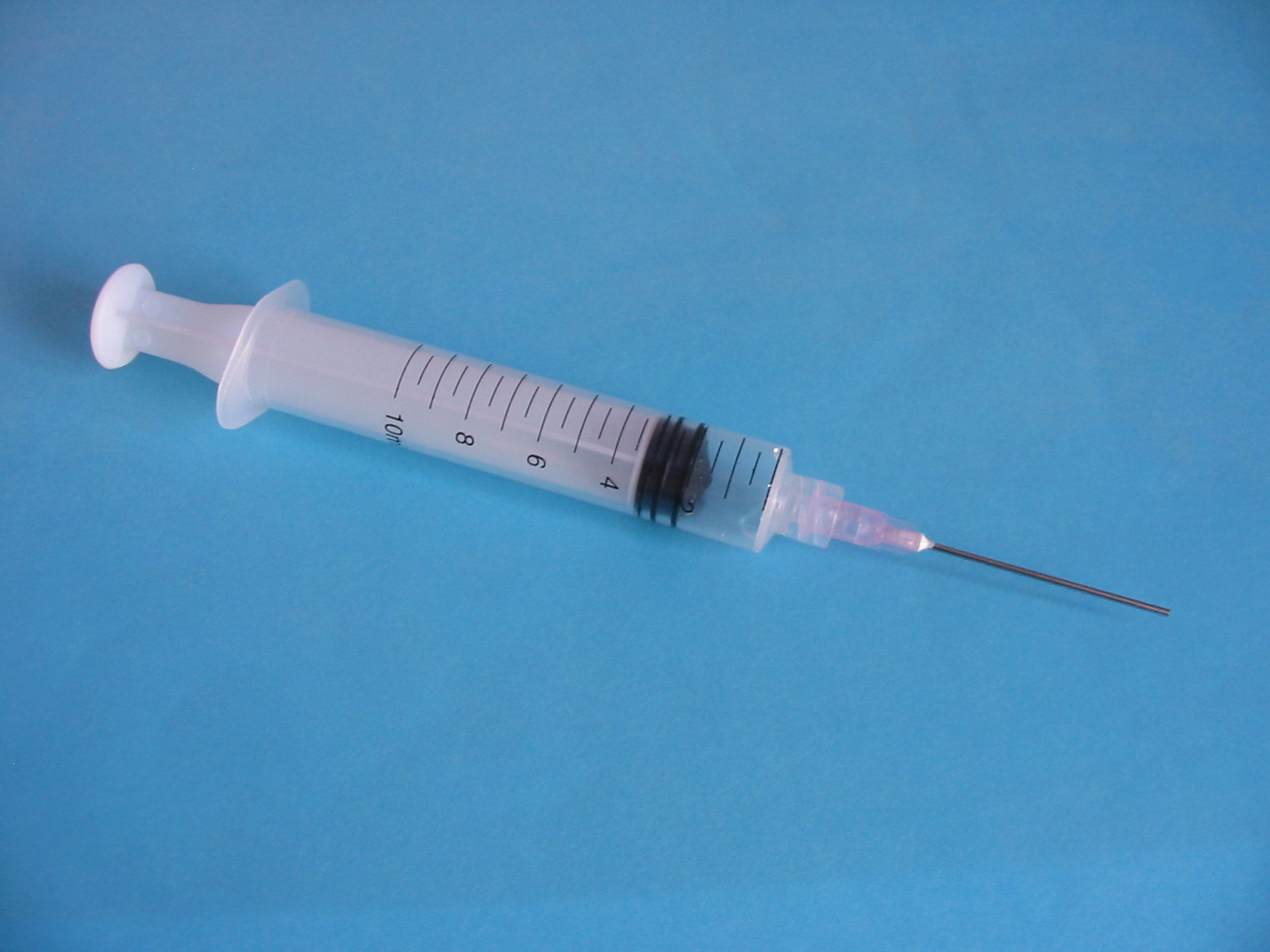
Xeringa per a administrar vaccins

Un vaccí recombinant és un tipus de vaccí creat mitjançant la tècnica de recombinació genètica. Amb aquesta tècnica es crea un virus atenuat capaç d'induir una resposta immunitària, amb la finalitat d'obtenir immunitat contra una determinada malaltia. Es fa servir un microorganisme com a vector per tal d'expressar els gens d'un altre microorganisme (virus, bacteris...). I es produeix una resposta contra els dos microorganismes. Els microorganismes que se solen utilitzar són virus (Vaccinia, Adenovirus, Canarypox) o bacteris (Salmonella).
El primer vaccí d'ADN recombinant es va formular el 1986 i es feia servir contra l'hepatitis B. Aquest vaccí conté un antigen de superfície del virus de l'hepatitis B, que es produeix en cèl·lules de llevat. És recomanable que les persones al·lèrgiques als llevats no facin servir aquest vaccí.
Algunes malalties per prevenir les quals s'usen vaccins recombinants són la mixomatosi dels conills, la circovirosi porcina, la grip comuna i la malaltia vírica hemorràgica dels conills (MVHC). En aquesta última s'insereix la proteïna VP60 del virus de la MVHC en un Poxvirus (vector).

## Història

### Història dels vaccins
Els primers escrits relacionats amb la vaccinació (El tractament correcte de la verola) daten del segle xi a la Xina, on una monja budista va descriure en ells com realitzava la inoculació antivariòlica a partir de malalts que patien la malaltia.
El primer vaccí contra la verola va ser inventat per Edward Jenner el 1796. L'experiment va consistir a injectar a un nen de vuit anys el vaccí procedent d'una pústula de braç d'una munyidora prèviament contagiada per una vaca. A través de dos talls superficials al braç del nen aconseguia la immunitat contra la verola humana.

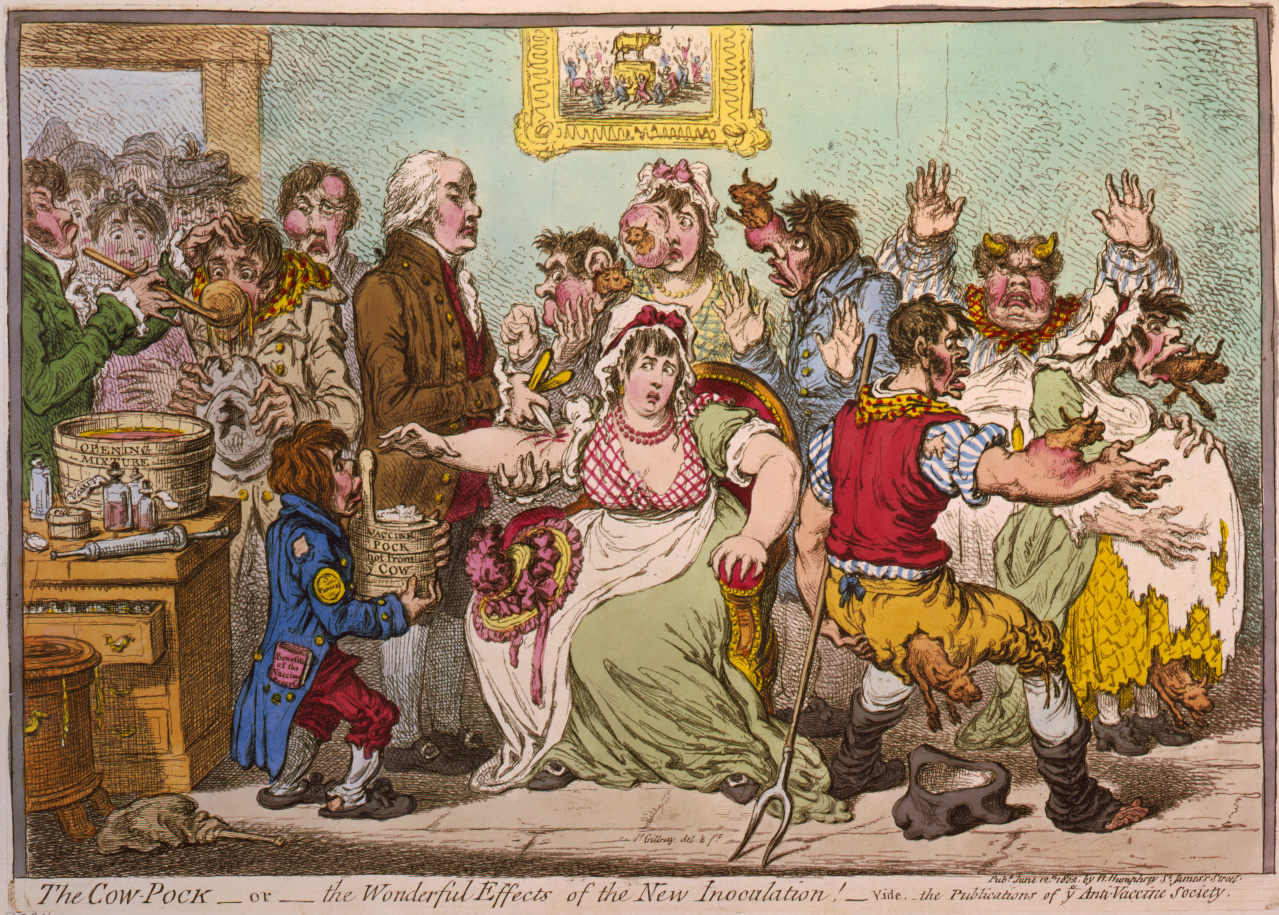
El vaccí de Jenner creà molta controvèrsia a l'època. The Cow-Pock o els meravellosos efectes de la nova inoculació! (James Gillray, 1802).

En el 1881, Louis Pasteur demostrà públicament que es podien obtenir vaccins a partir de cultius de laboratori. Això va permetre desenvolupar el vaccí contra el còlera en aus i contra el carboncle. El 1885 s'obtingué el vaccí contra la ràbia, composta per agents debilitats productors de la malaltia trets de la medul·la espinal d'animals rabiosos.
El següent pas fou la inactivació química de toxines. Així en el 1909 es va desenvolupar el vaccí contra la tuberculosi, el 1935 es desenvolupà el vaccí contra la febre groga, el 1936 contra el virus influeza A i el 1938 contra la rickèttsia.
L'impuls del cultiu cel·lular i la capacitat de desenvolupar virus humans fora de l'organisme viu de forma bastant senzilla i segura va provocar el boom en la vaccinologia. En aquesta època, es van obtenir els vaccins contra: la poliomielitis (1954), el xarampió, la paratiroiditis, la rubèola i la verola.
En les dècades dels 70 i 80 es van introduir els vaccins formulats amb polisacàrids capsulars o proteïnes purificades anomenats vaccins de subnunitats. En aquesta època, destaca l'aparició del vaccí meningocòccic, el neumocòccic i la primera generació contra l'Haemphilus influenzae tipus B.
Avery i Goebel van demostrar que la immunogenicitat del polisacàrid podria incrementar-se si s'unís una proteïna transportadora, d'aquesta idea van sorgir els vaccins conjugats. El primer vaccí conjugada comercialitzat fou contra l'Haemophilus influenzae tipus B. El 1986, gràcies a l'ús de l'enginyeria genètica, va ser formulat el primer vaccí d'ADN recombinant front l'Hepatitis B.
Actualment existeixen diversos vaccins d'aquest tipus en el mercat i en vies de desenvolupament. En el futur, les expectatives estan focalitzades en la vaccinologia reversa, és a dir, que un ordinador sigui capaç d'elaborar el vaccí sense pipetes, ni mascaretes ni tubs d'assaig.

### El primer vaccí recombinant

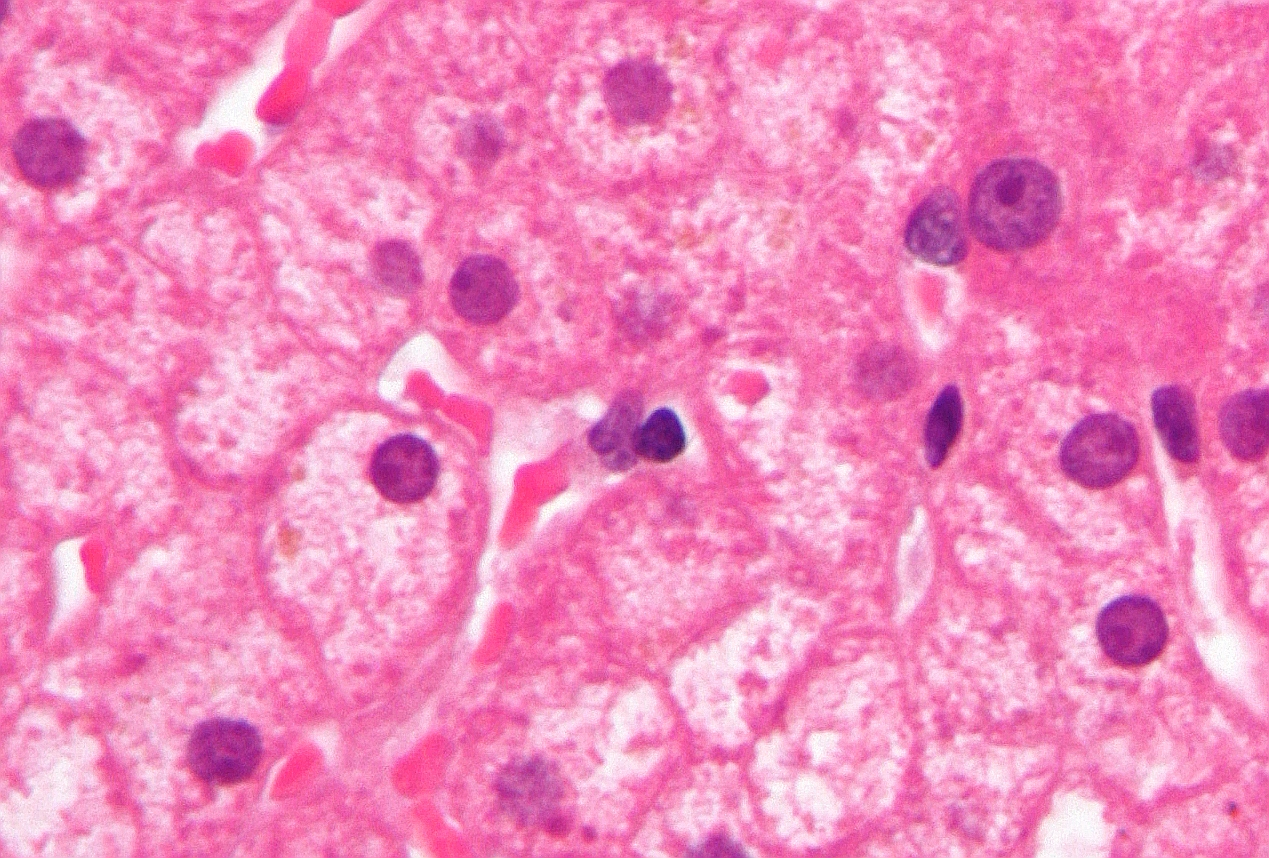
Hepatòcits en Hepatitis B crònica. Biòpsia de fetge. Tinció d'HE.

Chiron Corporation va desenvolupar el primer vaccí recombinant per a humans: el de l'hepatitis B. La infecció de l'hepatitis B està àmpliament estesa per tot el món, i els resultats poden ser seriosos, causant malalties potencialment mortals que afecten al fetge, com ara la cirrosi hepàtica o el càncer.
El virus va ser descobert per primera vegada en el 1965 pel doctor Baruch Blumberg dels Instituts Nacionals de Salut a Bethesda, Maryland, El genoma del virus va ser seqüenciat en el 1979 per investigadors de l'Hôpital Saint-Louis i l'Institut Pasteur (Paris) utilitzant dos mètodes: el mètode de Maxam-Gilbert i el mètode de “didesoxi” de Sanger. El primer vaccí comercial contra el virus va ser desenvolupat pel fabricant d'antisèrums Merck & Co el 1981.
La investigació inicial del primer vaccí recombinant va dur-la a terme un grup de treball de la Universitat de Califòrnia, en el laboratori de William L. Rutter de San Francisco i sota la direcció de Pablo Valenzuela. Els equips Rutter/Valenzuela van clonar el genoma viral per obtenir els gens que codifiquen les proteïnes presents en la coberta externa del virus. Amb tecnologia genètica, els científics de la companyia Chiron van expressar aquests gens en cèl·lules de llevat per tal de recollir les partícules immunogèniques que no fossin patògenes i incorporar-los en un ambient segur, eficaç i preparat per a la inoculació de vaccins.
Chiron va demanar la llicència del mètode de producció recombinant de Merck, el qual fabrica i distribueix el vaccí. Quan va ser aprovada la seva venda per la FDA a l'estiu del 1986, el producte recombinant va assolir un èxit comercial immediat. En l'actualitat, els metges prefereixen la recombinant i no la convencional (està basada en sèrum de vaca), ja que redueix en gran manera els riscos de contaminació per altres microorganismes.

## Obtenció
Els vaccins recombinants es caracteritzen per l'ús de la tècnica de recombinació d'ADN en algun moment del procés d'obtenció.
1) El primer pas és aïllar el gen que codifica una proteïna del bacteri patogen, que sigui capaç de produir una resposta immunitària. És el «gen d'interès».

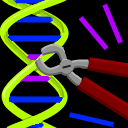
Manipulació genètica

2) Aquest gen s'ha d'inserir en un plasmidi per tal de poder treballar amb ell.
3) S'ha d'introduir el plasmidi que conté el gen en un microorganisme atenuat (generalment s'utilitzen llevats) que actuarà com a vector.
4) Es cultiva l'organisme vector, que expressarà les seves proteïnes i la proteïna del microorganisme patogen.
El vaccí recombinant, per tant, estarà format pel vector.
En Escherichia coli s'ha utilitzat la tècnica d'ADN recombinant per a produir un vaccí experimental. En les soques patògenes, l'enterotoxina consta de dues proteïnes: la proteïna A (es combina amb els receptors de superfície de l'epiteli intestinal) i la proteïna B (que altera l'AMP cíclic d'aquestes cèl·lules). Mitjançant tècniques d'enginyeria genètica s'ha preparat un vaccí en el qual els gens responsables de la proteïna B s'han substituït per altres no patògens, de manera que el nou microorganisme pot enganxar-se a la paret intestinal sense la proteïna B produint els efectes patògens. Encara s'està contrastant el vaccí i ha de ser comercialitzat. En aquest cas, el vector és de la mateixa família, però diferent soca.

## Avantatges
Alguns avantatges d'aquest tipus de vaccí són: 
- És possible "construir" un virus ideal amb diferents gens.
- No necessiten un agent auxiliar que estimuli (irriti) el sistema immunitari perquè reaccioni contra l'agent del vaccí. Alguns d'aquests agents auxiliars han causat càncer en alguns animals.
- Són ràpides ja que no és necessari que el virus s'adapti.
- Es poden distingir els animals vaccinats dels animals infectats.
- No és necessari la presència d'un hoste cel·lular o animal per al desenvolupament del microorganisme del vaccí.
- Poden ser produïdes amb més facilitat i seguretat, amb una reproductibilitat elevada i un cost raonable.
- Inducció d'una bona resposta immune contra antigens, tant cel·lular com humoral.
- Baix cost de manufacturació.[8]

## Alguns vaccins comercialitzats
Alguns vaccins comercialitzats són:
En gats i gossos:
- Vaccí contra el Virus del Borm Caní: "Recombitek". Va ser comercialitzada l'any 1997 a partir de Canarypox inoccu en el qual se li va implantar material genètic del virus del moquillo canino. Amb aquest vaccí s'ha aconseguit evitar els principals problemes post-vaccinals que produïen els vaccins tradicionals.[10]

- Vacci contra la Leucèmia Felina: "PurevaxFelV". Va ser comercialitzat l'any 2005, també a partir de Canarypox recombinant, el qual expressa els gens "env" i "gag" del FeLV-A. El virus provoca un dèficit en el sistema immunitàri de l'animal i incrementa la tendència de tumoracions.[11]

En aus:
- Vaccí contra el Virus de la Influença Aviar: Va ser comercialitzat l'any 1993 a partir del gen de la hemaglutinina viral.[12]

- Vaccí contra la malaltia de Newcastle: Comercialitzat l'any 1996, a partir del gen clonat que codifica la proteïna F del Virus. La malaltia de Newcastle és una malaltia viral altament contagiosa en aus domèstiques i silvestres. Alguns dels símptomes són: tos, diarrea, inflamació del coll i els ulls, etc.[13]

En porcs:
- Vaccí contra la Pesta Porcina Clàssica: va ser realitzat l'any 2006 a partir del gen de la glicoproteïna E2 del virus, amb la que s'ha pogut obtenir una protecció total enfront de la letalitat. Aquesta malaltia és viral hemorràgica.[14]

- Vaccí contra la Pseudorràbia: l'any 1997, es va fer el vaccí a partir del gen de la glicoproteïna C del Virus, amb la qual es va poder aconseguit protecció en animals de més d'un dia.